# Zwiezupf
Zwiezupf ist ein Gitarren-Folk-Duo (zwei Zupfer) aus der Steiermark/Österreich, das hauptsächlich bei Konzerten in Erscheinung trat.

## Geschichte
Martin Moro begann 1987 als Gitarrist Konzerte zu spielen. Nach der Rückkehr vom Folk- & Blues-Festival Luxemburg traf er auf den damals bereits erfolgreichen Gitarristen Hannes Urdl. Die erste CD/MC zwiezupf wurde im Jahr 1990 veröffentlicht. Neben dem Duo waren auch die Musiker Reinhard Ziegerhofer (damals Broadlahn; Bass), Reinhold Bauer (Percussion) und RoRuRo (Keyboard) dabei. 1988 bis 1992 fanden zahlreiche Konzerte in Österreich, Deutschland, Italien und Ungarn statt. 1994 wurde die zweite CD Collage veröffentlicht. Das Duo wurde dabei wieder von den Musikern Reinhard Ziegerhofer (damals Broadlahn; Bass) und Reinhold Bauer (Percussion) unterstützt. In diesem Jahr findet auch die Abschieds-Tournee des Duos statt.
2015, zwanzig Jahre nach der Trennung, treten die beiden Musiker im Rahmen der „Remortal-Tour“ erstmals wieder als Duo gemeinsam auf die Bühne und sind unter anderem im ORF Radiokulturhaus zu sehen und hören.

## Diskografie
- 1990: zwiezupf (Die Mühle CD851011)
- 1994: Collage (Extraplatte 228-2)